# Misza Fiszzon
Misza Fiszzon (jid. מישא פישזאן; ur. 1884, zm. 3 grudnia 1949 w Nowym Jorku) – polski aktor żydowskiego pochodzenia, który zasłynął głównie z ról w przedwojennych żydowskich filmach i sztukach teatralnych w języku jidysz.

## Filmografia
- 1912: Sierota Chasia
- 1912: Wydziedziczeni
- 1912: Got fund nekome
- 1913: Potępiona. Dramat z życia żydowskiego w trzech częściach
- 1913: Bigamistka